# 耆英號
耆英号是中国清朝时期的一艘中国帆船，原为一艘往来于广州与南洋之间贩运茶叶的商船。后于1846年至1848年期间，曾经从香港出发，经好望角及美国东岸到达英国，创下中国帆船航海最远的纪录。耆英号以柚木制成，有三面帆，排水量达800吨。耆英号以时任两广总督耆英命名。它引起了西方很大注意，因为它向工业化刚刚起步的西方展示了中国当时的環球航海及遠洋造船能力。
耆英号在1846年由一位英国商人秘密购买，这打破了当时中国有关不得出售中国船只予外国人的法律。该船船员包括30名中国人及12名英国水手，并由英国船长查尔斯·阿尔佛雷德·奥克兰·凯勒特指挥。船上还有一位自称四品官员的中国人希生（Hesing，福建或閩南附近發音當時國際語言拉丁文轉注，非北京話或粵語），從油畫上觀察此人為金頂藍雀補子估计為九品筆帖式或捐官縣主簿銜。
- 耆英号于1846年12月6日驶离香港。
- 1847年3月抵达好望角。
- 1847年4月16日于圣赫勒拿岛停留。
- 1847年7月抵达纽约。
- 1847年11月访问波士顿。
- 1848年4月到达英国。

自2005年9月起位于香港赤柱的香港海事博物馆有其大尺寸模型船展出，於2013年2月26日香港海事博物馆遷移至中環8號碼頭。

## 纠纷
1847年4月16号，耆英号抵达在南大西洋上圣赫勒拿岛。耆英号的抵达立即引起了当地人的极大兴趣，总督及海军官员都登船参观。此时船上的广东船员开始变得很不满，因为他们只签了到新加坡及雅加达的八个月的航程合同，并没有被告知要前往英国，而同时船上的补给也出了问题。船长只好做出妥协，暂时驶往纽约，而不是最初的目的地伦敦。并且答应中国船员，到达美国之后安排他们乘坐另外的船只返回广州。

## 访问纽约

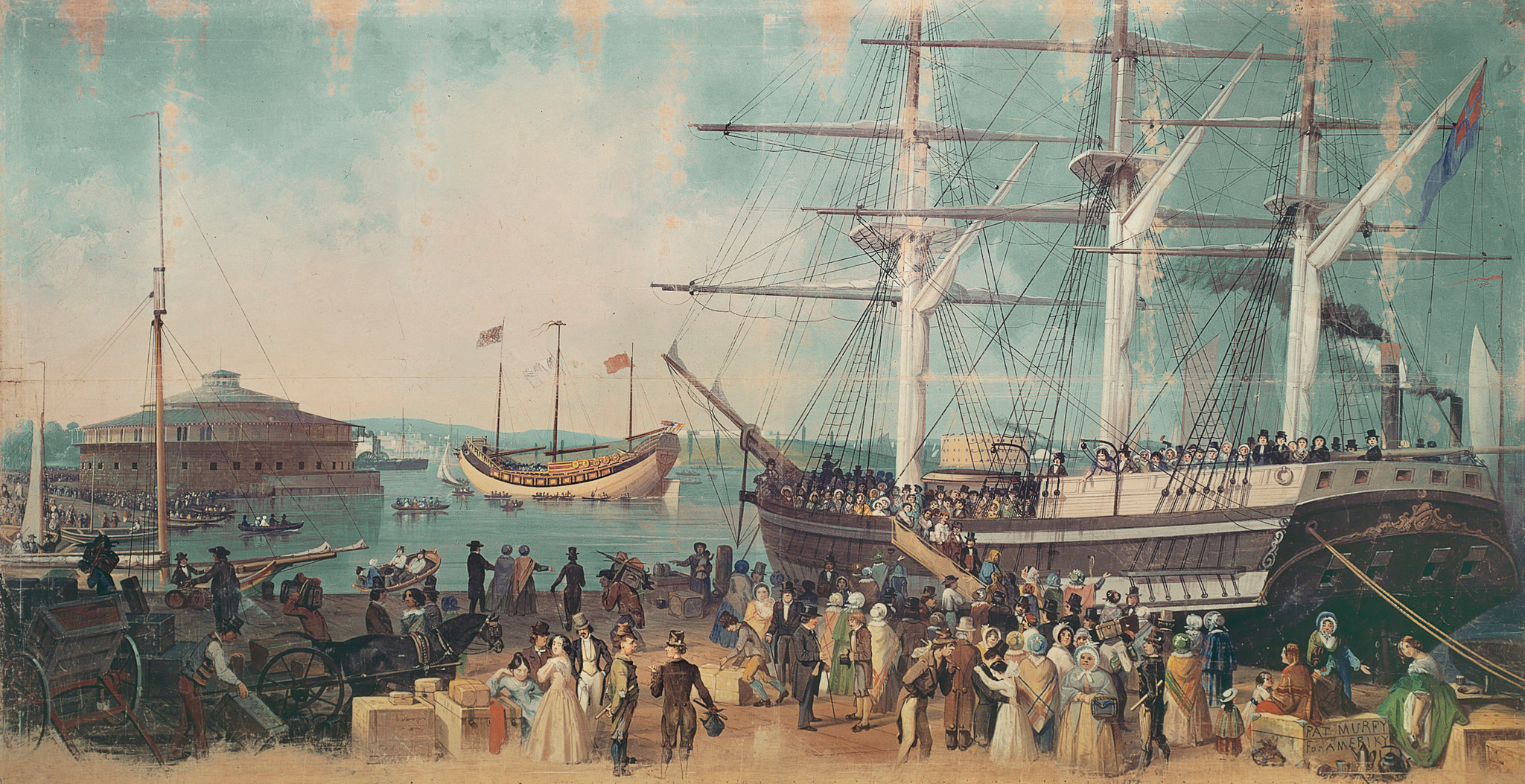
《纽约港湾》塞缪尔·沃（1814-1885），描绘了1847年停泊于纽约港的耆英号（帆布水彩画，作于1853-1855），藏于纽约市立博物馆。

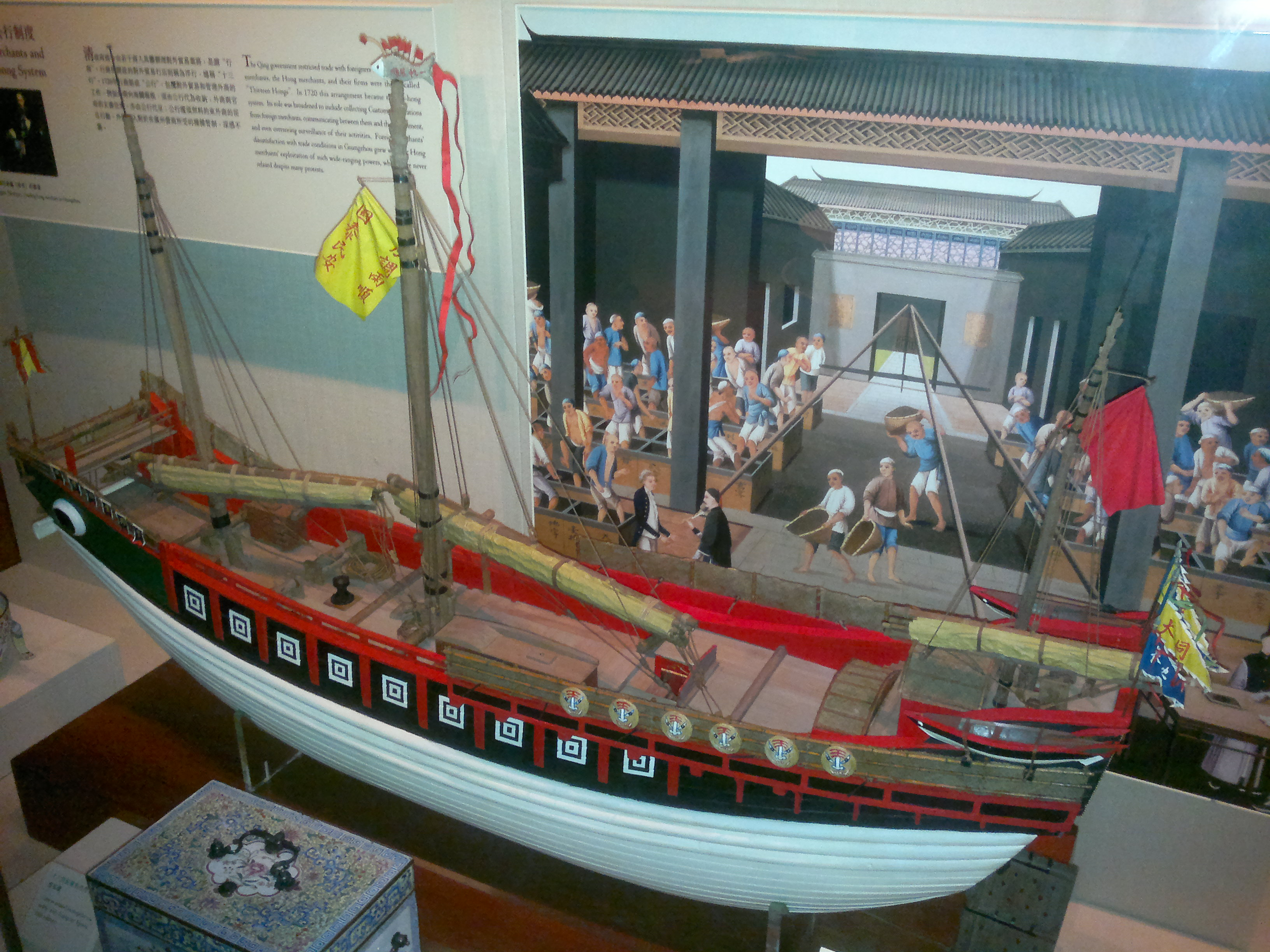
耆英號模型，藏於香港歷史博物館。

耆英号是第一艘访问纽约的中国船只。该船于1847年7月抵达并停泊于位于曼哈顿南端的巴特里公园。为迎接她的到来，当地举行了热烈的欢迎仪式。
由于船长许诺到达纽约后会安排船只搭载中国船员返回广东。故抵达纽约港后于10月6日26名中国船员登上了坎迪斯（Candace）号，理論上开往广东，然而其中有插曲，一些人後來据称曾被美国马戏团经纪人费尼尔司·泰勒·巴纳姆雇佣，在他的一艘某船上充当“展品”。他的这艘船是仿照耆英号在美国本土的霍博肯建造，而巴纳姆声称是他从中国拖来的。只是当地媒体曾经描述，巴纳姆的假“耆英号”上的船员是1/3白人、2/3黑人，因此可能该船根本就没有那些中国船员。
耆英号在纽约停留了数月，每天迎接约4,000名参观者。人们要付25美分登船参观。
而据纽约的一份法庭文件显示，中国船员曾与英国船长对簿公堂。文件还记载了船员的工资水平，最高的是希生，每个月11块银元，两名船员9块，其余6块。不过实际上只在出发前预付了三个月的薪水之后一直拖欠。在纽约获得展出收益之后，每个人补发了12元。同时中国船员还要求法庭判英国船长支付船员从纽约到广州的旅费，约每人200元。
该文件还记载了部分中国船员的姓名：
“Ong Ahiong, Chien Atai, Yeh Achin, Chew Ati, Lim Akeing, Lim Ale, Khote Sun, Kho per le, Gobun Hap, Ung, Aiong, Lip Hap, Sun Age, Chive Achan, Hia Siang, Chien ten yeng, Lim tai Choog,Ung ii, Lia lai, Tan a Ia, Lin Cheng Li, Tam Sam song, Chin Ansey, Koesing Thiam, Ung tian yong”
大部分中国水手选择了搭船回广州，而希生以及另外两三个人则决定随船前往英国。
1847年11月18日耆英号抵达波士顿，根据《波士顿晚报》（Boston Evening Transcript）的记载，仅感恩节当天就有四到五千人登船参观。

## 访问英国

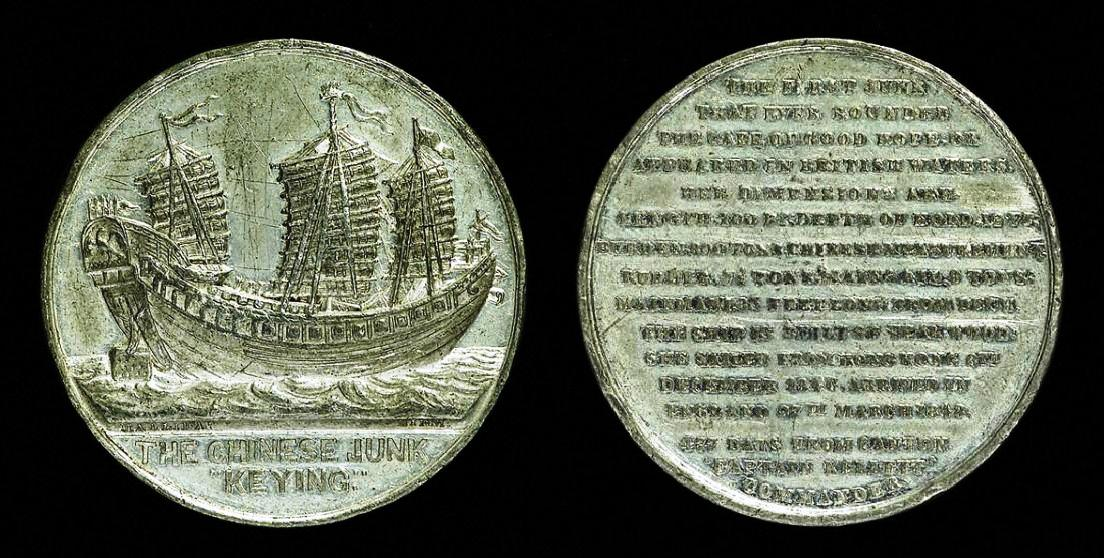
英国为纪念耆英号到达的纪念章

耆英号接下来驶往英国。2月28日发生的一场暴风雨摧毁了她的两艘小船，撕裂了前桅帆并破坏了船舵。该舵是中国式的，没有舵枢（承受舵柱的金属承窝）及舵栓（牵引桨的部分）。在修理过程中该船二副溺水殉职。
耆英号仅用了21天就从波士顿抵达英格兰，即便对于当时的蒸汽邮船这个速度也是相当快的。
“耆英号2月17日自波士顿出发直接驶向伦敦，并于3月15日抵达泽西岛。整个航程用时21天，甚至短于美国蒸汽邮轮。(Illustrated London News, 1848)稍作休整后于3月28日抵达伦敦。
耆英号于1848年3月访问英国，英国为纪念其抵达特意制作了纪念章。纪念章上刻有以下铭文：
“第一艘跨过好望角并出现在英国水域的中国帆船。船长160英尺，高19英尺，负载300中国吨，舵7.5吨，主帆9吨，主桅自甲板长85英尺。该船由柚木制造。她于1846年12月6日自香港出发，1848年3月27日抵达英格兰，历时477天。凯勒特 中校”

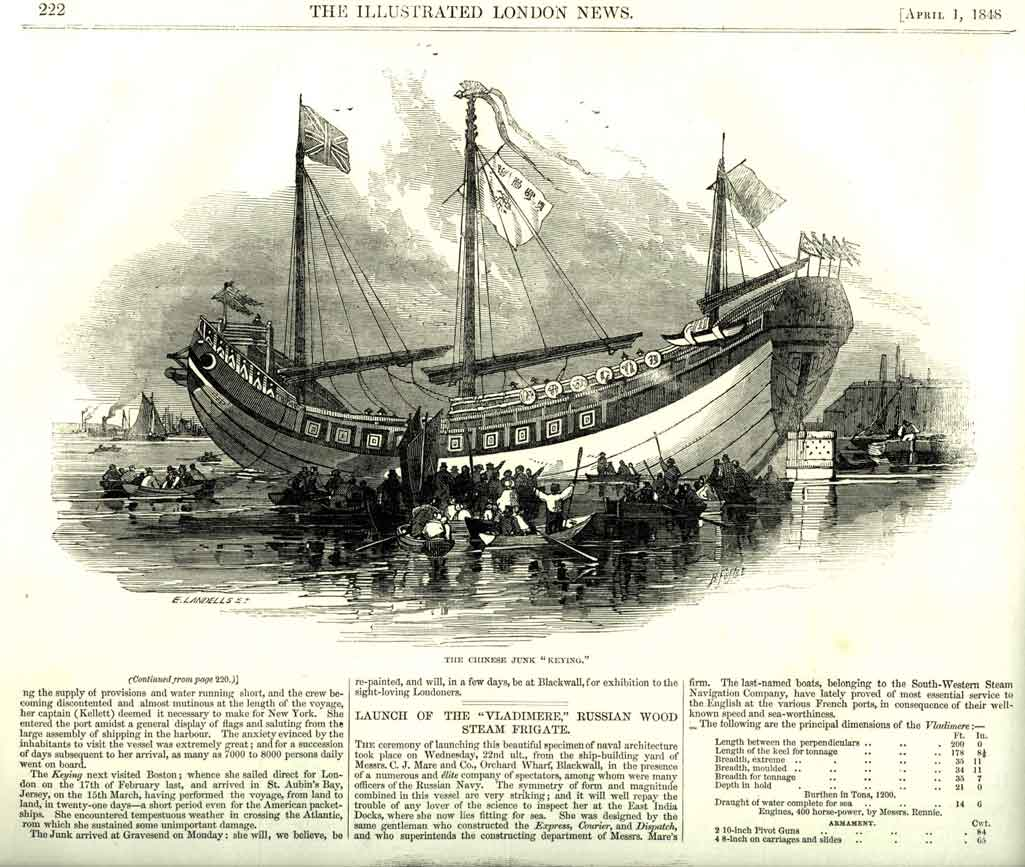
《伦敦新闻画报》（Illustrated London News）1848年4月1日文章

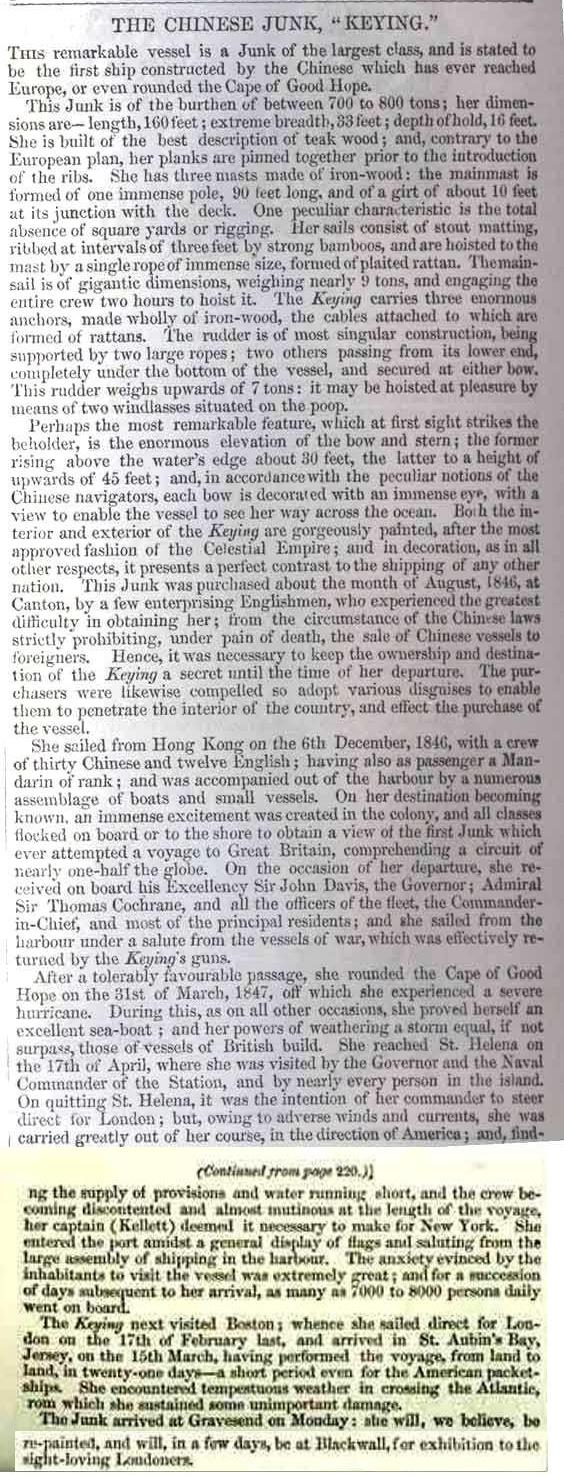
文章全文

耆英号在英格兰大受赞许，甚至被认为优于英国自己建造的帆船，而其安全度过暴风雨更证明了这一点。一时间大量民众参观耆英号，包括维多利亚女王及许多王室成员。另外很多在伦敦的外国侨民也前往参观。主办方对参观者每人收取1先令，同时在船上以6便士的价格出售介绍小册子。而此时仍在船上的希生也被当作中国官员而成为该展览的一大看点。
泰晤士报写道:
“在伦敦附近的展览中没有比中国帆船更有趣的了：只要跨进入口一步，你就进入了中国世界；仅此一步你就跨越了泰晤士河到了广州。” 
耆英号于1853年被拖至英国柴郡海岸闲置，后被以“研究目的”拆毁（拆毁时间应晚于1855年）。

## 其他

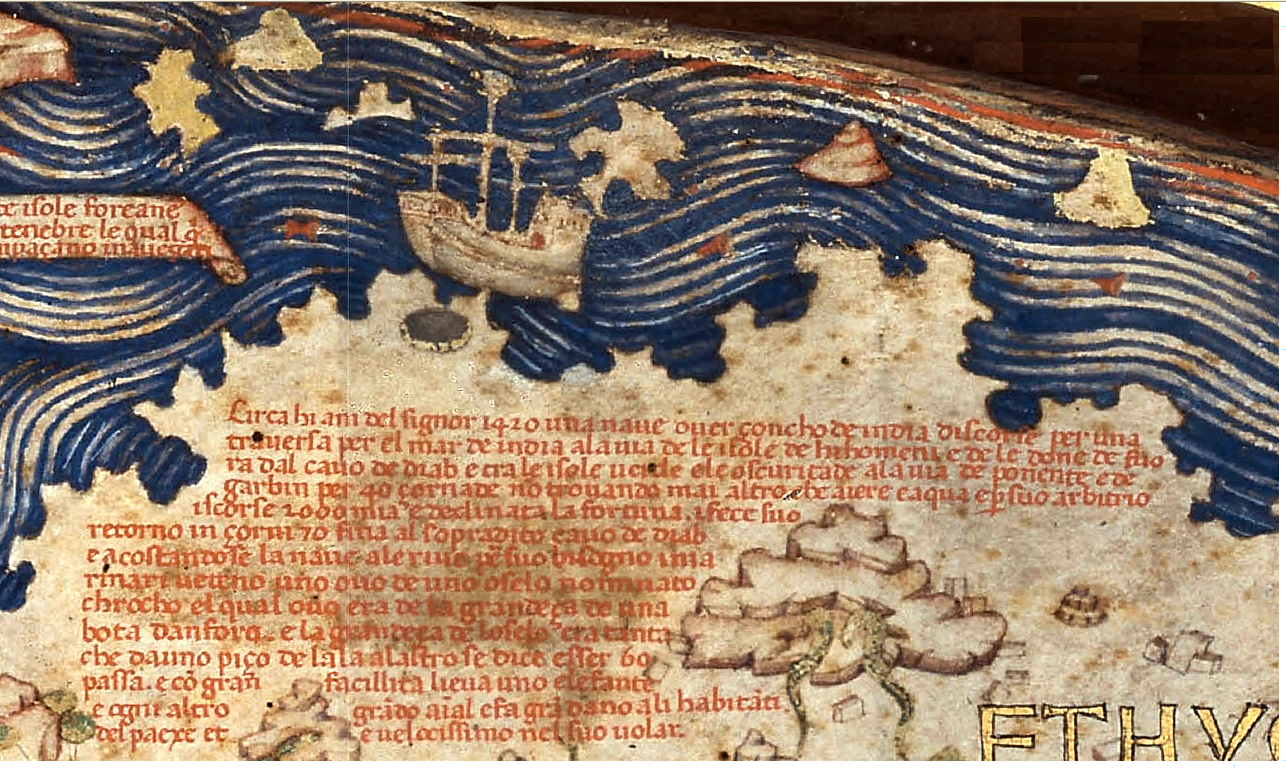
弗拉·毛羅地圖细部，显示一艘中国帆船于1420年航行于大西洋。

耆英号可能并不是第一艘跨越好望角的中国帆船，来自威尼斯的僧侣兼制图师弗拉·毛罗(Fra Mauro)在1457年绘制的毛罗地图中描述一艘于1420年航行于大西洋中的中国帆船。那艘船可能是郑和船队中的一艘。

## 申延閲讀
- Norman Brouwer, "New York's Unusual Chinese Visitor & the Junk Keying," Seaport Magazine 14, no. 2 (Summer 1980): 18-19.
- "Sea quest: small craft adventures from Magellan to Chichester" by Charles A. Borden. Philadelphia: McRae Smith Co., 1967, ISBN 0-7091-0028-0